# 印度澤鱔
印度澤鱔，又稱印度勾吻鯙，為輻鰭魚綱鰻鱺目鯙亞目鯙科的其中一種，分布於印度洋的印度海域，體長可達22公分，為底棲性魚類，生活珊瑚礁、岩礁區，屬肉食性，生活習性不明。

## 擴展閱讀
維基物種上的相關：印度澤鱔